# Париз—Рубе
Париз—Рубе (фр. Paris—Roubaix), једнодневни је бициклистички класик, један од пет монументалних класика, који се одржава средином априла на северу Француске према граници са Белгијом. Од оснивања 1896. године па све до 1967. старт је био у Паризу, а циљ у Рубеу; од 1968. године старт трке је у Шампањи, око 60 километара североисточно од центра Париза, док је финиш и даље у Рубеу.
Трка је позната по тешком терену и калдрми и део је калдрмисаних класика. Резултати постигнути на трци бодују се према правилнику Светске бициклистичке уније за UCI свјетски ренкинг. Називају је паклом севера, Недеља у паклу (што је и назив истоименог филма о трци 1976. године), краљица класика и ускршња трка (фр. La Pascale). Трку организује Амори спортска организација (фр. Amaury Sport Organisation).

## Историја
Почетком 1895. године, Теодор Вијен и Морис Перес одлучили су да изграде Велодром у близини парка Барбију фр. Barbieux који се налазио у граду Кроа недалеко од града Рубе фр. Roubaix. Под управом Дупреа, и рад је отпочео у априлу 1895. да би се завршио крајем наредног месеца. Велодром који је смештен између градова Кроа и Рубе, имао је дужину писте од тачно 333,3 m. Отворен је 9. јуна 1895. када је одвожено 7 трка пред неколико хиљада гледалаца. У периоду након изградње уживао је углед највећег спортског центра у северном делу Француске и важио је за једну од најбољих стаза свог времена.
У фебруару 1896. године, дошли су на идеју да се организује трка која би стартовала у Паризу, а завршавала би се на новонаправљеном велодрому у Рубеу. Подршка овој идеји стигла је и од новинске куће, издавача спортског часописа Л'Вело фр. Le Velo. Организација трке је тако поверена француском часопису, односно главном уреднику колумне о бициклизму Виктору Брајеру. Он је тада отишао колима (једне од најстаријих фирми Panhard & Levassor, модел 6CV) до града Амјен на северу Француске, да би одатле исцрпљен након дана вожње по киши до Рубеа. Пут од града Амјен до Рубеа је калдрма, опасан сам по себи, тако да је Брајер одлучио да пошаље телеграм да заустави овај „зли пројекат“, рекавши да представља опасност за учеснике. Увече, међутим, Брајер мења мишљење и прво издање трке је било на помолу.
Надимак „Ускршња трка“ ова трка је добила зато што је прво издање трке било заказано за Ускрс. То је покренуло велико противљење цркве, због веровања да бициклисти и гледаоци тада не би одлазили у цркву. Организатори су најавили освештање трке на њеном старту, што се није десило јер је почела у 4 сата ујутру. Хроничар трке је записао да је прва трка одржана 19. априла 1896. године, да би следеће године била померена две недеље раније када је пала на дан Васкрса.
Рогер де Фламинк и Том Бонен су најуспешнији са по четири победе.

## Списак победника
Победници Париз—Рубеа:
- 2025.  Метју ван дер Пул
- 2024.  Метју ван дер Пул
- 2023.  Метју ван дер Пул
- 2022.  Дилан ван Барле
- 2021.  Сони Колбрели
- 2020. није било трке
- 2019.  Филип Жилбер
- 2018.  Петер Саган
- 2017.  Грег ван Авермат
- 2016.  Метју Хејман
- 2015.  Џон Дегенколб
- 2014.  Ники Терпстра
- 2013.  Фабијан Канчелара
- 2012.  Том Бонен
- 2011.  Јохан Вансумерен
- 2010.  Фабијан Канчелара
- 2009.  Том Бонен
- 2008.  Том Бонен
- 2007.  Стјуарт О'Грејди
- 2006.  Фабијан Канчелара
- 2005.  Том Бонен
- 2004.  Магнус Бекстет
- 2003.  Петер Ван Петегем
- 2002.  Јохан Мусеув
- 2001.  Сервајс Кнавен
- 2000.  Јохан Мусеув
- 1999.  Андреа Тафи
- 1998.  Франко Балерини
- 1997.  Фредерик Гиздон
- 1996.  Јохан Мусеув
- 1995.  Франко Балерини
- 1994.  Андреј Чмил
- 1993.  Жилбер Дикло Ласал
- 1992.  Жилбер Дикло Ласал
- 1991.  Марк Мадио
- 1990.  Еди Планкарт
- 1989  . Жан Мари Вампер
- 1988.  Дирк Демол
- 1987.  Ерик Вандерарден
- 1986.  Шон Кели
- 1985.  Марк Мадио
- 1984.  Шон Кели
- 1983.  Хени Којпер
- 1982.  Јан Рас
- 1981.  Бернар Ино
- 1980.  Франческо Мозер
- 1979.  Франческо Мозер
- 1978.  Франческо Мозер
- 1977.  Рогер де Фламинк
- 1976.  Марк Демејер
- 1975.  Рогер де Фламинк
- 1974.  Рогер де Фламинк
- 1973.  Еди Меркс
- 1972.  Рогер де Фламинк
- 1971.  Рогер Росир
- 1970.  Еди Меркс
- 1969.  Валтер Годефрот
- 1968.  Еди Меркс
- 1967.  Јан Јансен
- 1966.  Феличе Ђимонди
- 1965.  Рик ван Лој
- 1964.  Петер Пост
- 1963.  Емил Дамс
- 1962.  Рик ван Лој
- 1961.  Рик ван Лој
- 1960.  Пино Серами
- 1959.  Ноел Форе
- 1958.  Леон Вандале
- 1957.  Фред де Бројне
- 1956.  Луизон Бобе
- 1955.  Жан Форестје
- 1954.  Ремон Импанис
- 1953.  Гермајн Дерајке
- 1952.  Рик ван Стенберген
- 1951.  Антонио Бевилакуа
- 1950.  Фаусто Копи
- 1949.  Серс Копи /  Андре Маје [н 1]
- 1948.  Рик ван Стенберген
- 1947.  Жорж Клас
- 1946.  Жорж Клас
- 1945.  Пол Маје
- 1944.  Маурис Десимплар
- 1943.  Маркел Кинт
- 1940—1942. Други светски рат
- 1939.  Емил Масон млађи
- 1938.  Лусин Сторм
- 1937.  Жил Роси
- 1936.  Жорж Спеше
- 1935.  Гастон Ребри
- 1934.  Гастон Ребри
- 1933.  Силвер Мас
- 1932.  Ромајн Гајселс
- 1931.  Гастон Ребри
- 1930.  Јулин Верваке
- 1929.  Шарл Меније
- 1928.  Андре Ледик
- 1927.  Жорж Ронс
- 1926.  Јулин Делбек
- 1925.  Феликс Селије
- 1924.  Жил ван Евел
- 1923.  Хајри Сутер
- 1922.  Алберт Дејонге
- 1921.  Анри Пелисје
- 1920.  Пол Деман
- 1919.  Анри Пелисје
- 1915—1918. Први светски рат
- 1914.  Шарл Крипелан
- 1913.  Франсоа Фабе
- 1912.  Шарл Крипелан
- 1911.  Октав Лапиз
- 1910.  Октав Лапиз
- 1909.  Октав Лапиз
- 1908.  Сирил ван Хауварт
- 1907.  Жорж Пасерје
- 1906.  Анри Корне
- 1905.  Луј Труселије
- 1904.  Иполит Окутирје
- 1903.  Иполит Окутирје
- 1902.  Лисјен Лена
- 1901.  Лисјен Лена
- 1900.  Емил Бур
- 1899.  Алберт Шампион
- 1898.  Морис Гарен
- 1897.  Морис Гарен
- 1896.  Јозеф Фишер

### Вишеструки победници
| Позиција | Возач              | Број победа | Године                 |
| -------- | ------------------ | ----------- | ---------------------- |
| 1.       | Рогер де Фламинк   | 4           | 1972, 1974, 1975, 1977 |
| 1.       | Том Бонен          | 4           | 2005, 2008, 2009, 2012 |
| 3.       | Октав Лапиз        | 3           | 1909, 1910, 1911       |
| 3.       | Гастон Ребри       | 3           | 1931, 1934, 1935       |
| 3.       | Рик ван Лој        | 3           | 1961, 1962, 1965       |
| 3.       | Еди Меркс          | 3           | 1968, 1970, 1973       |
| 3.       | Франческо Мозер    | 3           | 1978, 1979, 1980       |
| 3.       | Јохан Мусеув       | 3           | 1996, 2000, 2002       |
| 3.       | Фабијан Канчелара  | 3           | 2006, 2010, 2013       |
| 3.       | Метју ван дер Пул  | 3           | 2023, 2024, 2025       |
| 11.      | Морис Гарен        | 2           | 1897, 1898             |
| 11.      | Лисјен Лена        | 2           | 1901, 1902             |
| 11.      | Иполит Окутирје    | 2           | 1903, 1904             |
| 11.      | Шарл Крипелан      | 2           | 1912, 1914             |
| 11.      | Анри Пелисје       | 2           | 1919, 1921             |
| 11.      | Жорж Клас          | 2           | 1946, 1947             |
| 11.      | Рик ван Стенберген | 2           | 1948, 1952             |
| 11.      | Шон Кели           | 2           | 1984, 1986             |
| 11.      | Марк Мадио         | 2           | 1985, 1991             |
| 11.      | Жилбер Дикло Ласал | 2           | 1992, 1993             |
| 11.      | Франко Балерини    | 2           | 1995, 1998             |

### Победе по државама
| #  | Држава     | Број победа |
| -- | ---------- | ----------- |
| 1. | Белгија    | 57          |
| 2. | Француска  | 28          |
| 3. | Италија    | 14          |
| 4. | Холандија  | 10          |
| 5. | Швајцарска | 4           |
| 6. | Аустралија | 2           |
| 6. | Немачка    | 2           |
| 6. | Ирска      | 2           |
| 9. | Луксембург | 1           |
| 9. | Молдавија  | 1           |
| 9. | Шведска    | 1           |
| 9. | Словачка   | 1           |